# توری هاسکه
توری هاسکه (انگلیسی: Torri Huske؛ زادهٔ ۷ دسامبر ۲۰۰۲) شناگر زن اهل ایالات متحده آمریکا است.
وی در مسابقات کشوری و بین‌المللی در مجموع برندهٔ ۵ مدال طلا، ۲ مدال نقره شده‌است.